# Landmark Pinnacle
Le Landmark Pinnacle est un gratte-ciel résidentiel de 233 mètres achevé en 2020. 